# Dercetina chinensis
Dercetina chinensis es una especie de insecto coleóptero de la familia Chrysomelidae.
Fue descrita científicamente en 1889 por Julius Weise.